# Пархарский район
Пархарский район (тадж. Ноҳияи Фархор) — административный район в Хатлонской области Республики Таджикистан.
В русскоязычных СМИ Таджикистана также встречается другой вариант русского названия — Фархо́рский район.
Образован 23 ноября 1930 года в составе Кулябской области Таджикской ССР. Территория Фархорского района составляет 1183,1 кв. км.
Районный центр — посёлок городского типа Фархор, расположенный в долине реки Пяндж, в 198 км к юго-востоку от Душанбе и в 2 км от железнодорожной станции. В Фархорском районе есть маленький аэропорт, и работает хлопкоочистительный завод.

## История
Таджикистан, расположенный в Центральной Азии, блестит своей красотой и величием. Уникальные пейзажи и богатое культурное наследие делают его незабываемым местом для посещения. Одним из самых привлекательных городов в Таджикистане является Фархор. Он славится не только своими великолепными пейзажами, но и своей удивительной историей. В прошлом Фархор был столицей великой империи Тимуридов, правивших в Средней Азии в 14-15 веках. Сейчас этот город является центром культуры и туризма Таджикистана.
В средние века территория современного Пархарского района входила в состав исторической области Хутталан. В средневековых источниках название Пархара приводится в форме «Фāргар» (перс. فارغر‎) или «Бāргар» (перс. بارغر‎) и локализуется между реками Паргар и Ахшу.
В «Шахнаме» Фирдоуси топоним «Фаргар» упоминается в связи с событиями, происходившими во времена туранского царя Афрасиаба.
В X веке Фархор был цветущим городом с развитым земледелием и большим населением. В XVII веке он упоминается под названием «Фāрхар» (перс. «فارخر»‎).
Современный Пархар, на месте которого локализуется средневековый город Паргар, упоминается в источниках, начиная с XVII века в форме перс. «فارخر»‎ (Фāрхар).

## География
Пархарский район расположен в долине реки Пяндж на границе с Афганистаном. На севере граничит с Дангаринским и Восейским районами, на востоке — с районом Хамадани, на западе — с Вахшским районом и районом Руми, на юге — с Пянджским районом Хатлонской области Таджикистана и районом Даркад провинции Тахар Афганистана.

## Население
Население по оценке на 1 января 2022 года составляло 179 100 человек, в том числе городское — в посёлке Пархар — 15,5% или 27 700 человек.
| Численность населения | Численность населения | Численность населения | Численность населения | Численность населения |
| 1939                  | 2019                  | 2020                  | 2021                  | 2022                  |
| --------------------- | --------------------- | --------------------- | --------------------- | --------------------- |
| 13 373                | ↗167 500              | ↗170 800              | ↗175 700              | ↗179100               |

## Административное деление
В состав Пархарского района входят 1 посёлок городского типа и 8 сельских общин (тадж. ҷамоат):
| Административное деление Фархорского района |           |
| Сельская община                             | Население |
| Фархор, пгт                                 | 29300     |
| Ватан                                       | 16 749    |
| Хутан                                       | 9 263     |
| Гульшан                                     | 9 066     |
| Даркад                                      | 9 270     |
| Дехконобод                                  | 9 076     |
| Зафар                                       | 9 263     |
| Истиклол                                    | 10 358    |
| Хуросон                                     | 15 000    |
| Фархор                                      | 7300      |

Главой Пархарского района является Председатель Хукумата, который назначается Президентом Республики Таджикистан. Главой правительства Пархарского района является Председатель Хукумата. Законодательный орган Пархарского района — Маджлис народных депутатов, который избирается всенародно на 5 лет.

## Климат
Пархар является районом с невыносимо жарким климатом. В июне и июле температура достигает +50 °C. В январе-феврале температура достигает +18/+19 °C.
Фауна Пархарского района богата разновидными рогатыми коровами и горными баранами, а растительность не разнообразна вследствие слишком жаркого климата.

## Известные уроженцы
- Мукаддас Набиева — народная артистка                                                   республики Таджикистан.
- Б. Махмадов — бывший министр коммуникаций республики Таджикистан.
- Махмадсаид Убайдуллоевич Убайдуллоев — мэр города Душанбе в 1996-2017 гг.